# Філ Гельмут
Філіп Джером Гельмут-молодший (англ. Phillip Jerome Hellmuth Jr.; нар. 16 липня 1964, Медісон, США) — американський професійний гравець у покер, який виграв рекордні сімнадцять браслетів World Series of Poker. Переможець Світової серії покеру 1989 року (WSOP) і Європейської світової серії покеру 2012 року (WSOPE), а також увійшов до Зали слави покеру WSOP 2007 року. Його широко вважають одним із найкращих турнірних гравців усіх часів.

## Особисте життя
Народився в Медісоні, штат Вісконсин, і навчався в школі у Медісон Вест. У школі мав проблеми з оцінками та друзями, і казав, що був «гидким каченям» у своїй родині. Три роки навчався в Університеті Вісконсину у Медісоні, кинувши його заради кар'єри гравця в покер.
З 1992 року живе в Пало-Альто, штат Каліфорнія, зі своєю дружиною Кетрін Санборн, психіатром у Стенфордському університеті, і двома їхніми синами, Філіпом III і Ніколасом.

## Покерна кар'єра
Посідає 21-ше місце в рейтингу призових усіх часів. Йому належать рекорди за кількістю потраплянь у призові місця Світової серії покеру (154) і за кількістю фінальних столів (64).
Гельмут знаний тим, що зазвичай займає місце на покерних турнірах набагато пізніше після початку.
Станом на липень 2023 року його виграш у турнірах перевищив $29 000 000.

### Світова серія покеру

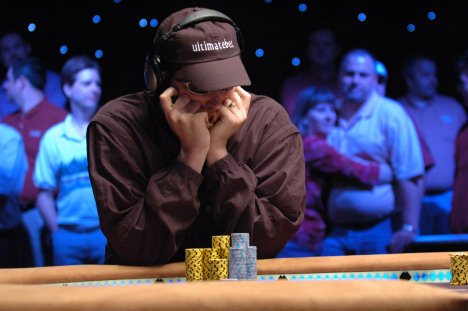
Філ Гельмут на World Series of Poker 2006.

На Світовій серії покеру 1988 року посів п'яте місце. Опустився на 33 сходинку після того, як його вибив майбутній чемпіон Джонні Чен.
1989 року 24-річний Гельмут став наймолодшим гравцем, який виграв Світову серію покеру, перемігши дворазового чинного чемпіона Джонні Чена. Цей рекорд побив Пітер Істгейт (22) у 2008 році.
Станом на вересень 2020 року Гельмут виграв понад $15 000 000 на Світовій серії покеру і посів четверте місце в рейтингу, поступившись Антоніо Есфандіарі, Даніелю Колману та Даніелю Негреану.
14 із 17 браслетів Гельмута отримав з техаського холдему, хоча мав певний успіх і в інших змаганнях.
| Рік   | Турнір                                      | Призові (US$/EU€) |
| ----- | ------------------------------------------- | ----------------- |
| 1989  | $10,000 No Limit Hold'em World Championship | $755,000          |
| 1992  | $5,000 Limit Hold'em                        | $168,000          |
| 1993  | $1,500 No Limit Hold'em                     | $161,400          |
| 1993  | $2,500 No Limit Hold'em                     | $173,000          |
| 1993  | $5,000 Limit Hold'em                        | $138,000          |
| 1997  | $3,000 Pot Limit Hold'em                    | $204,000          |
| 2001  | $2,000 No Limit Hold'em                     | $316,550          |
| 2003  | $2,500 Limit Hold'em                        | $171,400          |
| 2003  | $3,000 No Limit Hold'em                     | $410,860          |
| 2006  | $1,000 No Limit Hold'em with rebuys         | $631,863          |
| 2007  | $1,500 No Limit Hold'em                     | $637,254          |
| 2012  | $2,500 Seven-Card Razz                      | $182,793          |
| 2012E | €10,450 No Limit Hold'em Main Event         | €1,022,376        |
| 2015  | $10,000 Seven-Card Razz                     | $271,105          |
| 2018  | $5,000 No Limit Hold'em                     | $485,082          |
| 2021  | $1,500 No Limit 2-7 Lowball Draw            | $84,851           |
| 2023  | $10,000 Super Turbo Bounty No-Limit Hold'em | $803,818          |

На Світовій серії покеру 1993 року став другим гравцем в історії турніру, який виграв три браслети за один турнір. Він здобув три перемоги протягом трьох днів поспіль.
На Світовій серії покеру 1997 року виграв свій 5-й браслет за десятиліття, рекордний для 1990-х років.
На Світовій серії покеру 2006 року завоював свій 10-й браслет. Тоді зрівнявся з Дойлом Брансоном і Джонні Чаном за кількістю браслетів. На Світовій серії покеру 2007 року виграв свій рекордний 11-й браслет.
Спонсор Гельмута організував його приїзд на Світову серію покеру 2007 на перегоновому автомобілі. Він втратив контроль над автомобілем на стоянці «Rio All Suite Hotel and Casino» і вдарився об освітлювальну лампу. Він пересів на лімузин, запізнившись на подію на дві години.
На Світовій серії покеру 2008 Гельмут словесно образив іншого гравця й отримав один раунд штрафу. Після приватної зустрічі з комісаром Джеффрі Поллаком покарання було скасовано, і Гельмут завершив турнір на 45-му місці.
У Світовій серії покеру 2011 року посів друге місце в трьох турнірах.
11 червня 2012 року виграв свій 12-й браслет Світової серії покер, перемігши Дона Зевіна та заробивши $182 793. Коли 1989 року Гельмут виграв свій перший браслет, Зевін посів третє місце після Чана та Гельмута. Це перший браслет, який Гельмут виграв у змаганнях, не пов'язаних із холдемом, і став першим гравцем, який виграв принаймні один браслет за кожне з останніх чотирьох десятиліть, і лише третім гравцем в історії WSOP, який виграв браслет за чотири десятиліття (Джей Геймовіц виграв 6 браслетів, у 1970-их — 2000-их роках, і Біллі Бакстер виграв 7 браслетів за той же період). Гельмут заробив $2,645,333 за четверте місце Big One for One Drop, що стало найбільшим призом на турнірі в його кар'єрі.
4 жовтня 2012 року виграв свій 13-й браслет Світової серії покеру, заробивши 1 022 376 € (1 333 841 $) і ставши першим гравцем, який виграв обидві події WSOP і WSOPE. Ця перемога також зробила Гельмута першим гравцем в історії WSOP, який виграв кілька браслетів за три десятиліття (1993 (3), 2003 (2) і 2012 (2)). Крім того, він посів друге місце в перегонах «Гравець року» WSOP в рекордний третій раз (2006, 2011 і 2012).
8 червня 2015 року виграв свій 14-й браслет Світової серії покеру, заробивши 271 105 доларів.
11 липня 2018 року виграв свій 15-й браслет Світової серії покеру, заробивши 485 082 $.
17 жовтня 2021 року виграв свій 16-й браслет Світової серії покеру, заробивши 84 851$. Завдяки цій перемозі Гельмут став першим володарем браслетів за п'ять різних десятиліть.
2 липня 2023 року виграв свій 17-й браслет Світової серії покеру у турнірі Super Turbo Bounty No-Limit Hold'em та 803 818 доларів.

### Світовий покерний тур
19 разів перемагав, побував за п'ятьма фінальними столами та заробив понад 1,5 мільйона доларів у Світовому покерному турі. Він посів четверте місце в на турнірі 2002 року, посів третє місце на турнірі у фіналі у Фоксвудс 2003 року, шосте місце на LA Poker Classic 2008 та на турнірі Bay 101 2010 року, друге місце 2017 року в Bicycle Casino. 2010 року фінішував сьомим на Чемпіонаті світу Світового покерного туру.

### Інші значні турніри
Частий учасник шоу «Покер після темряви» на PokerGO як гравець і коментатор. Гельмут переміг у своєму першому турнірі у першому епізоді третього сезону, з виграшем 120 000 доларів. За два тижні отримав другий титул на шоу з виграшем у 120 000 доларів. Гельмут — чемпіон 3 сезону «Нічного покеру».
2000 року виграв головну подію Poker EM 7-Card Stud в Австрії. Гельмут переміг 437 інших гравців і виграв $106 250. 2005 року виграв перший національний чемпіонат NBC з гедз-ап покеру. Він переміг Мен Нгуєна, Пола Філліпса, Гека Сіда, Лайла Бермана й Антоніо Есфандіарі на шляху до фіналу проти Кріса Фергюсона, якого переміг у двох із трьох ігор. Досягти такого ж результати наступного року не вдалося, він програв у першому раунді Чіпу Різу. 2007 року на британському турнірі виграв чотири з шести групових матчів і зрештою посів третє місце у фіналі. Брав участь у Національному чемпіонаті з гедз-ап покеру 2008 року, програвши в першому раунді Тому Двану. 2013 року фінішував на другому місці, програвши Майку Матусову в останньому раунді та заробивши 300 000 доларів.
У липні 2020 року PokerGO оголосила нове шоу «Дуель з високими ставками», у форматі гедз-ап з подвоєнням ставки в кожному раунді, а невдаха матиме першим можливість претендувати на матч-реванш. Гельмут зустрівся з Антоніо Есфандіарі в раунді 1 31 липня 2020 року. Після поразки Есфандіарі негайно оголосив про реванш. Раунд 2 відбувся 24 вересня 2020 року, який закінчився перемогою Гельмуту, як і третій, що відбувся 21 жовтня 2020 року. За правилами гри Гельмут обрав грошовий виграш у розмірі 400 000 доларів США замість 4 раунду.
2021 року кинув виклик Даніелю Негреану в «Дуель II з високими ставками». Вони зіграли три раунди, Гельмут виграв усі три та свої 400 000 доларів. Після цієї перемоги повернувся на Duel III. У першому раунді він зустрівся з претендентом Ніком Райтом з Fox Sports і виграв 100 000 доларів. Його серія з семи перемог обірвав Том Дван, який переміг його у райнді 2 за 200 000 доларів. Гельмут переміг Двана в 3 раунді за 400 000 доларів.

## Інші види діяльності
З'явився в кеш-грі GSN і PokerGo, «Покер з високими ставками». Брав участь у створенні програмного забезпечення для UltimateBet і раніше був членом Team.
Гельмут створив кілька навчальних відео з покеру. Писав для журналу «Cardplayer» і є автором кількох книжок про покер. У травні 2004 року співпрацював з Oasys Mobile над створенням мобільного застосунку «Texas Hold'em by Phil Hellmuth». Навесні 2006 року змінив Філа Гордона на посаді коментатора ігрового шоу «Celebrity Poker Showdown». Був тренером з покеру в шоу Fox Sports Network «Best Damn Poker Show».
2009 року видавнича компанія Гельмута, Phil's House Publishing, опублікувала книгу Стівена Джона та Марвіна Карлінса «Deal Me In: 20 Of The World's Top Poker Players Share The Heartcake and Inspiring Stories of How They Postal Pro».

## Особистість
Знаний як «Покерний нахаба», особливо після бед-бітів. У перший тиждень «Покер після темряви» на NBC попросив своїх колег Шона Шейхана, Стіва Золотова, Гаса Гансена та Гека Сіда не розмовляти. Вони замовкли, але коли Гельмут почав говорити, Сід висміяв його, сказавши: «Будь ласка, замовкни, щоб я міг поговорити», що викликало сміх в інших гравців. Гельмут пригрозив більше ніколи не грати в шоу і пішов зі знімального майданчика. Після втручання продюсерів шоу він повернувся, але вибув після кількох роздач. Присутня Анна Дюк мовчала протягом суперечки, хоча в одному з пізніших інтерв'ю описала поведінку Гельмута як «одну з найбільших надмірних реакцій, яку вона коли-небудь бачила».
П'ятого дня Світової серії 2008 року Гельмут скинув карти в пас у поєдинку з Крістіаном Драгомиром. На прохання Драгомир показав свою руку, це була слабка комбінація 10♦ 4♦. Гельмут продовжував ображати Драгомира, зокрема кілька разів назвав його «ідіотом», і врешті отримав попередження. Інші гравці, зокрема його друг Майк Матусов, радили йому зупинитися. А проте, він продовжував словесно ображати Драгомира.